# Trolejbusy w Bradford
Trolejbusy w Bradford – zlikwidowany system trolejbusowy w mieście Bradford, w hrabstwie Yorkshire, w Anglii, w Wielkiej Brytanii. Był to jeden z dwóch pierwszych systemów trolejbusowych zbudowanych na terenie Wielkiej Brytanii (tym drugim był system w sąsiednim mieście Leeds).

## Historia
Systemy w Bradford i Leeds uruchomiono oficjalnie 20 czerwca 1911 r., ale pierwsze trolejbusy w Bradford wyjechały na ulice dopiero cztery dni później. Trolejbusy w Bradford były najdłużej istniejącym systemem trolejbusowym w Wielkiej Brytanii. Był to także ostatni zlikwidowany system w tym kraju; funkcjonował do 26 marca 1972 r. Krótko przed zamknięciem nosił także tytuł najdłużej funkcjonującego systemu trolejbusowego na świecie, a wraz z likwidacją tytuł ten przeszedł na system w Szanghaju, otwarty w 1914 r.
Wiele dawnych trolejbusów z Bradford zachowało się w różnych miejscach w Wielkiej Brytanii, z czego 11 w Trolleybus Museum at Sandtoft.